# روژانکا-دوور
روژانکا-دوور (به لهستانی:  Różanka-Dwór) یک روستا در لهستان است که در گمینا بانگه مازورسکیه واقع شده‌است.